# 千葉県道280号白井流山線
千葉県道280号白井流山線（ちばけんどう280ごう しろいながれやません）は、千葉県白井市白井から同県流山市流山に至る一般県道。

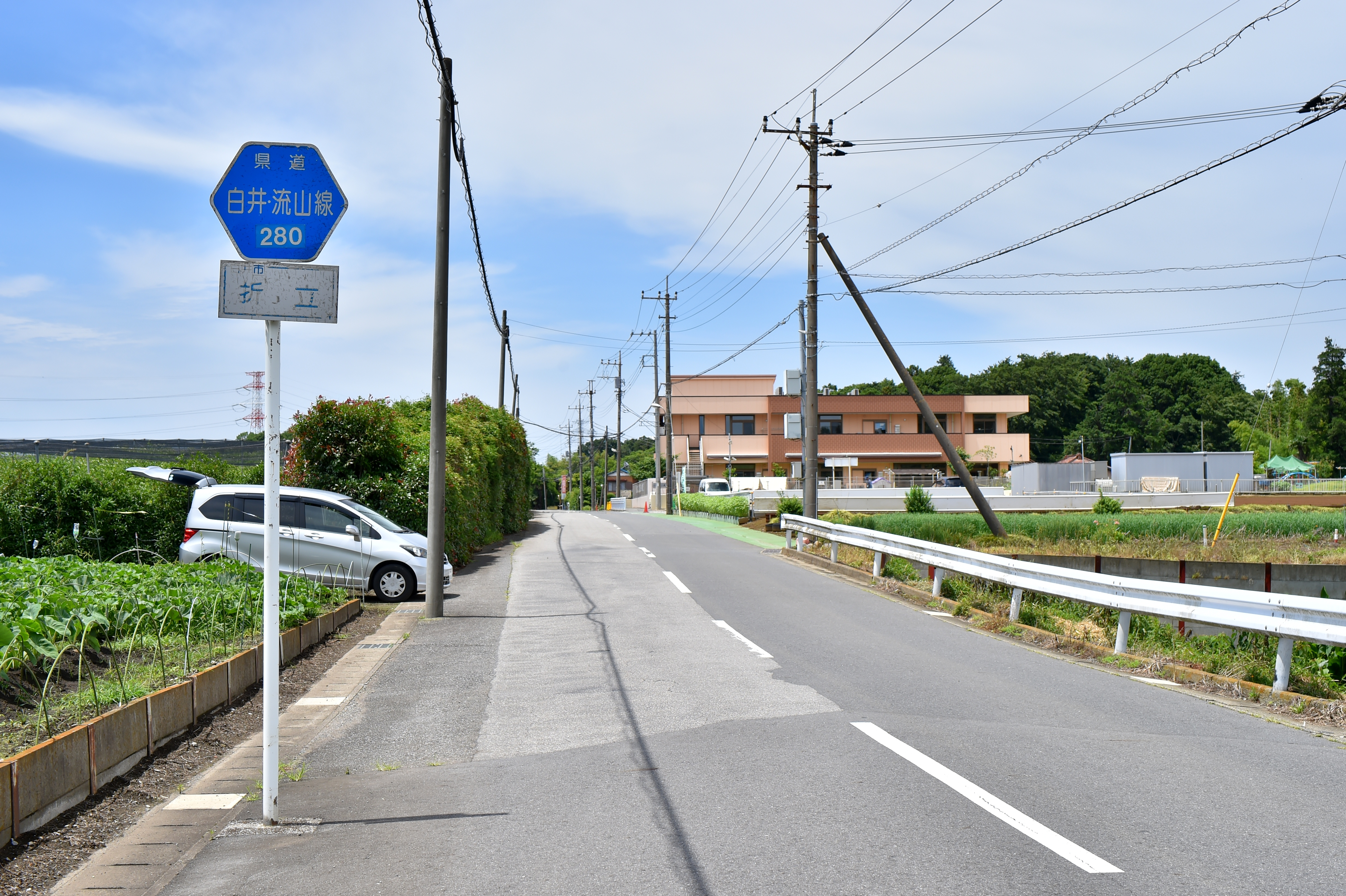
千葉県道280号白井流山線
白井市折立（2024年6月）

## 路線データ
- 起点：千葉県白井市白井
- 終点：千葉県流山市流山
- 総延長：*.* km（印旛土木事務所管内：3.265 km[1]、柏土木事務所管内：8.651 km、東葛飾土木事務所管内：*.* km）
- 重用延長：*.* km（印旛土木事務所管内：0.052 km[1]、柏土木事務所管内：0.585 km[2]、東葛飾土木事務所管内：*.* km）
- 未供用延長：なし（印旛土木事務所管内：*.* km、柏土木事務所管内：*.* km、東葛飾土木事務所管内：*.* km）
- 実延長：16.238 km（印旛土木事務所管内：3.213 km[1]、柏土木事務所管内：8.066 km[2]、東葛飾土木事務所管内：4.959 km[3]）

## 重複区間
- 千葉県道8号船橋我孫子線／高柳大久保台交差点（千葉県柏市高柳） - 高柳小山交差点（千葉県柏市高柳）（上位道路）
- 千葉県道57号千葉鎌ケ谷松戸線／（千葉県松戸市根木内） - 根木内交差点（千葉県松戸市根木内）（上位道路）
- 千葉県道261号松戸柏線／（千葉県松戸市根木内） - 根木内交差点（千葉県松戸市根木内）

## 地理

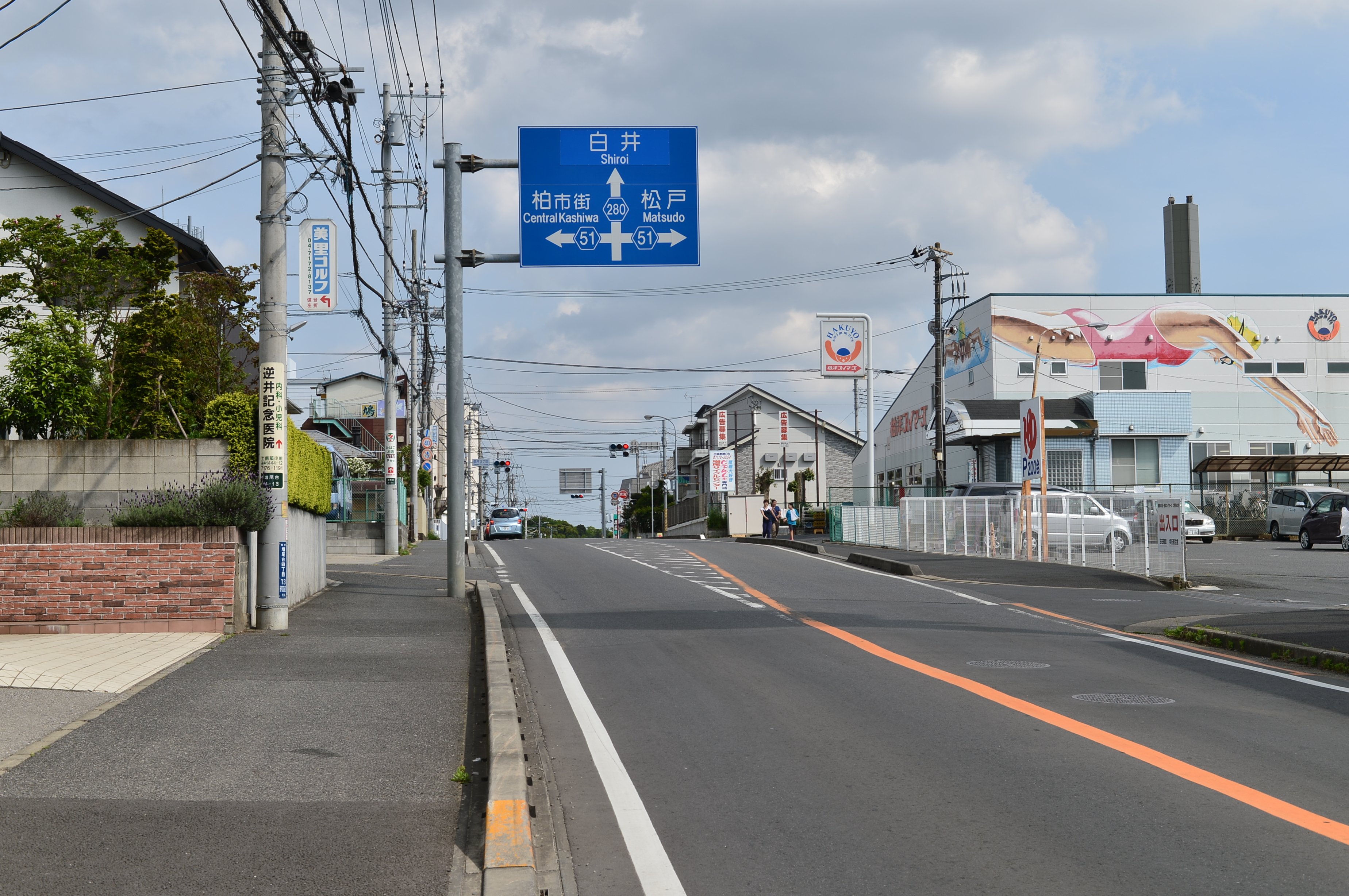
柏市増尾台（2015年5月）

### 通過する自治体
- 千葉県
  - 白井市 - 柏市 - 松戸市 - 流山市

### 交差する道路
- 千葉県道59号市川印西線（千葉県白井市）（起点）
- 国道16号（千葉県白井市）折立交差点
- 千葉県道8号船橋我孫子線（千葉県柏市）高柳大久保台交差点、高柳小山交差点
- 千葉県道51号市川柏線（千葉県柏市）逆井3丁目交差点
- 千葉県道57号千葉鎌ケ谷松戸線（千葉県松戸市）
- 千葉県道261号松戸柏線（千葉県松戸市）
- 国道6号（千葉県松戸市）根木内交差点
- 千葉県道5号松戸野田線（千葉県流山市）流山八丁目交差点（終点）
- 千葉県道29号草加流山線、千葉県道52号越谷流山線（重複）（千葉県流山市）流山八丁目交差点（終点）